# الدنيا دوارة (مسلسل)
الدنيا دوارة هو مسلسل درامي مغربي من إخراج محمد نصرات ومن تأليف بشرى مالك سنة 2019، وبطولة كل من محمد خيي، منى فتو، عزيز حطاب، إدريس الروخ، فاطمة الزهراء قنبوع، هند السعديدي، السعدية أزكون، وغيرهم. عرض المسلسل في شهر رمضان 2019 على القناة الأولى المغربية. تدور الأحداث حول صراع بين عائلتين تجمع بين أفرادها العلاقات العاطفية، لكن تفرق بينهم المصالح.

## قصة المسلسل
بعدما كان (هاشم) يعمل في محل بقالة يملكه (فرج)، يحالفه الحظ بعد عدة سنوات ويُصبح المنافس الأول للمحل الذي كان يعمل به، وعندما يتوفى (هاشم) تتولى زوجته (سعاد) وابنته إدارة أعماله، وعندما تحاول العائلتان التقريب بينهما بتزويج (كلثوم) بنت (هاشم) من (يحيى) ابن (فرج) تشتعل المشاكل بين العائلتين.

## طاقم التمثيل

### أدوار رئيسية
| الممثل              | الدور       |
| ------------------- | ----------- |
| محمد خيي            | الحاج فرج   |
| منى فتو             | أم الغيث    |
| عزيز حطاب           | جلال        |
| إدريس الروخ         | إبراهيم     |
| فاطمة الزهراء قنبوع | لبنى        |
| هند السعديدي        | نعمة        |
| السعدية أزكون       | الحاجة سعاد |

### أدوار ثانوية
- حسناء مومني
- عبد النبي البنيوي
- ساندية تاج الدين
- هاشم البسطاوي
- فتيحة واتيلي
- عبد اللطيف الخمولي
- جواد السايح
- كريمة أولحوس

## وصلات خارجية
- الدنيا دوارة على موقع IMDb (الإنجليزية)
- الدنيا دوارة على موقع قاعدة بيانات الأفلام العربية
- الدنيا دوارة على موقع كينوبويسك (الروسية)